# Оппель, Кеннет
Кеннет Оппель (англ. Kenneth Oppel; 31 августа 1967, Порт-Алберни, Британская Колумбия, Канада) — канадский детский писатель. Получил премию генерал-губернатора за вклад в детскую английскую литературу.

## Биография
Родился в Порт-Алберни, детство провёл в Виктории и Галифаксе. Жил в Ньюфаундленде, Англии и Ирландии.
Первая книга им была написана в 1985 году — «Фантастическое видеоприключение Колина», когда Оппель учился в школе при университете Святого Михаила. Его однокурсниками были актёры Эндрю Сабистон и Лесли Хоуп, писатель Джон Бёрнс и Берт Арчер, а также баскетболист Стив Нэш и основатель сервиса Flickr Стюарт Баттерфилд. Оппель передал рукописи другу семьи, хорошо знавшего Роальда Даля, который передал своему агенту эти рукописи. Оппель окончил Тринити-колледж при университете Торонто, получив степень в области кинематографии и английского языка, в выпускной год он опубликовал ещё одно произведение — «Вечноживущая машина» (1992). Затем он переехал в Англию и написал большое письмо книг, занимаясь параллельно набором текстов студенческих курсовых работ и черпая оттуда идеи. С 1995 по 1996 годы работал редактором канадского журнала Quill and Quire.
Оппель известен как автор четырёх книг из серии романов «Серебряное крыло»: «Серебряное крыло», «Солнечное крыло», «Огненное крыло» и «Тёмное крыло»; автор романов из саги «Мэтт Круз»: «Десантник» (2004), «Сокрушитель небес» (2005) и «Покоритель звёзд» (2008). Лауреат литературной премии Генерал-губернатора Канады лучшему детскому писателю (2004), почётной премии Принца от Американской ассоциации библиотек (2005), лучшего романа для детей по версии The Times (2005). Книга «Skybreaker», за которую он получил премию от The Times, была названа лучшей книгой 2006 года для молодёжи по версии Американской ассоциации библиотек.
Супруга — Филиппа Шеппард, специалист по Шекспиру, преподаватель университета Торонто. Дети: София, Нэйт, Джулия. Семья проживает в Торонто.